# 4008 Corbin
Corbin (asteróide 4008) é um asteróide da cintura principal, a 1,8653005 UA. Possui uma excentricidade de 0,2093921 e um período orbital de 1 323,67 dias (3,62 anos).
Corbin tem uma velocidade orbital média de 19,39094294 km/s e uma inclinação de 25,51689º.